# Princip projekce
Princip projekce je požadavek navržený Noamem Chomskym jako součást komponenty frázové struktury generativně transformační gramatiky. Princip projekce se používá při odvozování frází podle teorie principů a parametrů.

## Detaily
Podle principu projekce se při generování frázové struktury věty musí zachovávat vlastnosti lexikálních jednotek. Princip, jak jej formuloval Chomsky v Knowledge of Language: Its Nature, Origin and Use (1986), říká, že „lexikální struktura musí být kategoriálně reprezentována na každé syntaktické úrovni“ (Chomsky 1986: 84). Chomsky dále definoval princip projekce tak, že „reprezentace na každé syntaktické úrovni (MF – morfologické, D – hloubkové syntaxe, S – povrchové syntaxe) se promítají z lexikonu tak, že vynucují subkategorizační vlastnosti lexikálních jednotek“.
To znamená, že každá jednotlivá část syntaktické struktury patří do určité kategorie (tj. “John” je členem kategorie podstatné jméno a “run” je členem kategorie sloveso). Princip projekce vyžaduje, aby se odkaz na tyto kategorie objevil na každé úrovni syntaktické frázové struktury. To vyžaduje znalost argumentů a vnitřních struktur. “John” může být podstatným jménem, ale podstatná jména jsou vždy dominovaná determinátorovou frází (DP). Sloveso “run” nevybírá přímo podstatné jméno “John”, ale spíše DP “John”. Princip projekce jednoduše říká, že když zápis syntaktické struktury věty zní například “John runs fast”, musíme v každé úrovni uvést, do jaké lexikální kategorie každá část věty patří. Dva běžné způsoby zápisu syntaktické struktury věty podle Teorie X s pruhem jsou závorkování a znázornění stromem (frázovým ukazatelem, větným grafem).
Takto vypadá uzávorkování věty „John runs fast“ generované podle Teorie X s pruhem:
[CP[C'[C e][TP[DP[D'[D e][NP[N'[N John]]]]][T'[T_EPP [V run] [T -s]][VP[VP[<DP>[D'[D <e>][NP[N'[N <John>]]]]][V'[<V> <run>]]][AP['[ fast]]]]]]]]
Stromovou strukturu, kterou toto uzávorkování generuje, ukazuje obrázek vpravo.

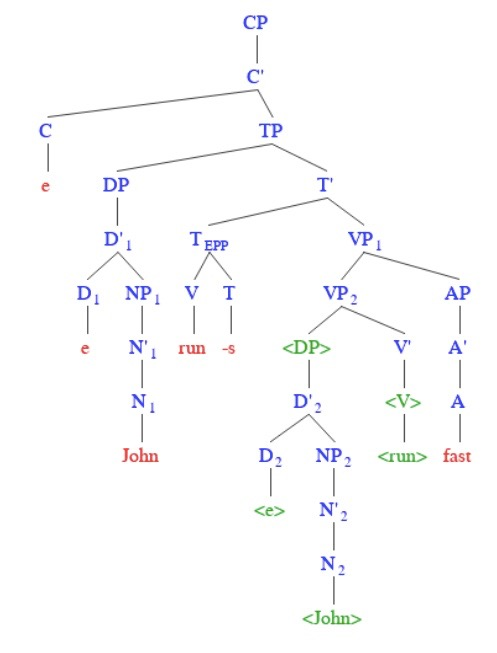

Při znázornění věty pomocí stromu je princip projekce jasně vidět. Pokud se podíváme na slovo John (v obou pozicích) a sledujeme, jak je začleněno do struktury stromu, vidíme jej pod uzlem N (podstatné jméno), který je pod uzlem N' (vyslovujeme „N s pruhem“, anglicky „N Bar“: což je obligatorní reprezentace kategorie vyplývající z principu projekce a teorie X s pruhem), výše je NP (Substantivní fráze, anglicky Noun phrase). Všechny tyto tři úrovně existují, protože princip projekce vyžaduje, aby kategorie podstatného jména John byla reprezentována v celé struktuře.
Sloveso run má jako povinný argument svůj podmět (DP agent), který musí být ve větě přítomen. Následující subkategorizační rámec slovesa run určuje jeho vlastnosti. Subkategorizační rámec slovesa run je následující:
run Sloveso, [DP agent __ ]
Příslovce jako fast má vlastní subkategorizační rámec:
fast Příslovce, [VP_]
A z tohoto rámce lze vygenerovat následující větu:
John runs fast.
Pokud bude některý z těchto subkategorizačních rámců porušen, bude porušen i princip projekce, tudíž výsledkem bude chybně vytvořená výpověď:
* Runs fast.
*John fast.
V teoriích, v nichž nebyl použit princip projekce, byly frázové struktury generované odděleně od vlastností lexikálních jednotek a předpokládalo se, že budou vstupovat do slotů v předgenerovaných strukturách připravených pro vyplnění lexikálním materiálem. Podle novějších teorií nejsou frázové struktury generované frázovými pravidly, ale jsou „promítané“ z lexikálních jednotek. Princip projekce tak odstraňuje potřebu frázových pravidel v generativní komponentě.
V roce 1982 Noam Chomsky navrhl rozšířený princip projekce jako doplněk k principu projekce.

## Lokalita výběru
Lokalita výběru (anglicky Locality of Selection, LOS) říká, že vlastnosti lexikálních jednotek musí být splněny lokálně v rámci jejich domény. Lokální doména je definována tak, že jde o nejmenší XP obsahující podmět (WP). Vlastnosti složky jsou určeny hlavou složky. Složka bude chybná, pokud nebudou splněny lexikální požadavky. Lokalita výběru zaručuje, že když se uplatní princip projekce, je splněn lokálně (to vysvětluje, proč se ve výše uvedeném příkladě objevují nad uzlem John uzly N, N' a NP).
Příklady, jak celý mechanismus funguje, vidíme u tranzitivních sloves. Pro sloveso jako například “hit” (trefit) potřebujeme DP, které zajistí výběr:
* Mary hit
Mary hit [DP the ball]
Lokální doména má tři hlavní úrovně. Hlava (X) lokální domény je ve spodní části, která se promítá na úroveň X s pruhem a pak na úroveň XP. Přitom hlava si může vybrat komplement. Úroveň X s pruhem může vybrat specifikátor a úroveň XP může vybrat adjunkt. To vytváří základní strukturu lokální domény. Komponenty stromu jsou organizovány hierarchicky. Přitom adjunkt (YP), specifikátor (WP) i komplement (ZP) jsou fakultativní a použijí se pouze tehdy, když jsou požadovány.

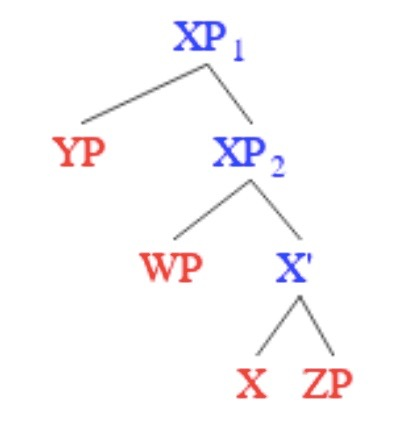

Je důležité uvědomit si, že adjunkty se liší od specifikátorů a komplementů v tom, že je v zásadě možné jich přidávat neomezený počet. Adjunkt musí být připojen k lokální XP, kterou modifikuje. Nemůže odkazovat na jiné XP ve větě.
Hlavy mohou vybrat pouze omezený počet komplementů a každý komplement musí sousedit se svou hlavou. Mezi hlavou a jejím komplementem je přímý vztah; jinak řečeno hlava se subkategorizuje komplementy. Subkategorizační rámec nám pomáhá určit, o jaký druh komplementu se jedná. To však neznamená, že hlava musí mít nějaký komplement, protože počet komplementů může být i nula. Hlava určuje vlastnosti fráze pomocí projekce. Lokalita pak ukazuje lokální vztah, ve kterém hlava promítá své vlastnosti na úroveň X' i frázovou úroveň XP.
Teorie X s pruhem odvozuje hierarchickou vertikální strukturu, v níž XP dominuje X’ a X’ dominuje X. Ale pořadí, ve kterém se doplňky, specifikátory a adjunkty připojují, může být v různých jazycích různé. V jazycích s hlavou na začátku bude hlava před komplementem jako v angličtině. V jazycích s hlavou na konci, jako je japonština a korejština, bude hlava až za komplementem. Teorie X s pruhem má variantu pro jazyky, které používají pořadí větných členů SOV (podmět, předmět, sloveso), i pro jazyky s pořadím SVO. Vedle toho existují také určité jazykové univerzálie, které se objevují v různých jazycích po celém světě.
Když je fráze nebo hlava ve vztahu, který je nelokální s prvkem, který ji vybírá, vidíme narušení lokality výběru. Podkladová struktura bude muset vyhovovat výběrovým požadavkům a lokalitě výběru. Ale také vidíme, že výběrové požadavky jsou splněny pomocí pohybu. To je zvláště významné, když se DP přenáší do specifikátoru TP pomocí rozšířeného principu projekce (EPP).

## Rozšířený princip projekce

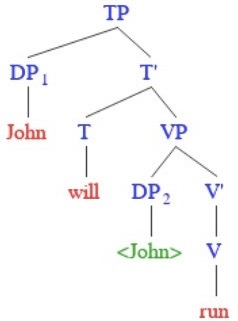

Rozšířený princip projekce (EPP) se týká nejvyšší časové fráze (TP) obsahující podmět.Před splněním EPP je třeba zajistit, aby LOS byly splněny. Jakmile jsou splněny všechny principy projekce LOS, a došlo k pohybu z jedné části stromu do jiné, aktivuje se EPP. Tento pohyb zajistí, že TP bude obsahovat podmět.
Při generování stromu musíme nejprve zajistit, aby všechno oblasti LOS byly správně promítnuty. Následující strom bychom vygenerovali pro zajištění, že LOS byly úplně splněny. V tomto stromě však není splněn rozšířený princip projekce, protože na pozici TP není přítomen podmět.
Pro splnění EPP je třeba přesunout DP John na místo specifikátoru TP, což umožní, aby podmět TP byl vyplněn. Přesunem DP jsme změnili větu na John will run. EPP je nyní splněn, protože DP John již je v podmětové pozici TP.